# Isotheca
- Commons
- Wikispecies

Isotheca Turrill, segundo o Sistema APG II,  é um gênero botânico da família Acanthaceae.

## Espécie
Apresenta uma única espécie:
- Isotheca alba Turrill
- «Lista das espécies»

## Nome e referências
Isotheca Turrill, 1922

## Classificação do gênero
| Sistema | Classificação                       | Referência            |
| ------- | ----------------------------------- | --------------------- |
| APG II  | Ordem Lamiales, família Acanthaceae | APweb, versão 9, 2008 |